# Lubień (Grande-Pologne)
Pour les articles homonymes, voir Lubień.
Lubień (prononciation : [ˈlubjɛɲ]) est un village polonais de la gmina de Miedzichowo dans le powiat de Nowy Tomyśl de la voïvodie de Grande-Pologne dans le centre-ouest de la Pologne.
Il se situe à environ 4 kilomètres au nord-est de Miedzichowo (siège de la gmina), à 15 kilomètres au nord-ouest de Nowy Tomyśl (siège du powiat) et à 64 kilomètres à l'ouest de Poznań (capitale régionale).

## Histoire
De 1975 à 1998, le village faisait partie du territoire de la voïvodie de Gorzów.

Depuis 1999, Lubień est situé dans la voïvodie de Grande-Pologne.
Bronislaw Geremek y trouve la mort, dans un accident de voiture, le 13 juillet 2008.